# Escada
Pour le militant politique, voir Alain Escada.
Escada est un groupe international de luxe dans le domaine de la mode pour femmes. La société possède une présence dans environ 60 pays différents. Ses principaux marchés sont l'Amérique du Nord, l'Europe occidentale et orientale et l'Asie.

## Histoire
Depuis juillet 2008, Dr Bruno Sälzer est le chef de la direction avec comme responsabilités la conception, le marketing et les ventes. 
Le 11 août 2009, Escada a déposé son insolvabilité, en une offre publique d'échange des obligations en circulation qui n'a pas été acceptée par 80 % de tous les détenteurs d'obligations.
En novembre 2009, il a été acquis par le milliardaire basé en Inde, Lakshmi Mittal. Sa belle-fille Megha Mittal est la présidente et la directrice du conseil d'administration de la marque. Elle est mariée à Aditya Mittal.

## Clients notables
La princesse héritière Victoria de Suède est une cliente régulière d'Escada. En 2010, elle portait Escada pour le mariage du Prince Nikólaos de Grèce. En 2011, elle portait Escada aux noces royales à Monaco, et au dîner pour le mariage royal britannique, ainsi que pour la visite d'État en Allemagne[réf. nécessaire]. 
Sarah Ferguson, duchesse d'York, portait Escada au White Tie Elton John et Tiara Ball en 2011[réf. nécessaire]

## Parfums
Depuis 1993, Escada est connu pour son édition limitée qu'elle lance chaque année au mois de février-mars[source secondaire souhaitée].